# Судковский сельсовет
Судковский сельсовет (бел. Судко́ўскі сельсавет; ранее — Дворищанский) — административная единица на территории Хойникского района Гомельской области Республики Беларусь. Административный центр — агрогородок Судково.

## История
В июне 1943 года деревня Зелёный Гай сожжена фашистами. На месте сожжённой деревни в 1968 году установлен памятник. Деревня после Великой Отечественной войны не отстраивалась. Память об уничтоженной деревне увековечена в мемориальной комплексе «Хатынь».
16 декабря 2009 года в состав Дворищанского сельсовета включены населённые пункты упразднённого Козелужского сельсовета — деревни Козелужье, Кливы, Загалье, Загальская Слобода, Поташня, Небытов. Также включены в состав деревни Езапов, Будавник.
Деревня Храпков исключена из состава Дворищанского сельсовета и включена в состав Борисовщинского сельсовета.
16 декабря 2009 года Дворищанский сельсовет переименован в Судковский.
В 2010 году упразднена деревня Слобода.

## Состав
Судковский сельсовет включает 13 населённых пунктов:
- Будавник — деревня
- Дворище — деревня
- Езапов — деревня
- Загалье — деревня
- Загальская Слобода — деревня
- Кливы — деревня
- Козелужье — деревня
- Небытов — деревня
- Новосёлки — деревня
- Пикулиха — деревня
- Поташня — деревня
- Судково — агрогородок
- Тульговичи — деревня

Упразднённые населённые пункты:
- Буда — деревня
- Зелёный Гай — деревня
- Красномайск — посёлок
- Людвин — деревня
- Ломачи — деревня
- Ломыш — деревня
- Кожушки — деревня
- Новокухновщина — деревня
- Новый Покровск — деревня
- Слобода — деревня[2]
- Смирнов — посёлок
- Рудное — деревня

## Численность
В 2011 году на территории сельсовета проживало 2403 человека, насчитывалось 1025 домовладений.
По состоянию на 1 января 2021 г. на территории сельсовета проживает 1803 человека, насчитывается 760 хозяйств.

## Культура
В агрогородке Судково расположен Музей «Трагедии Чернобыля» — филиал государственного учреждения культуры «Хойникский районный краеведческий музей».